# 356 a.C.
Il 356 a.C. (CCCLVI a.C. in numeri romani) è un anno  del IV secolo a.C.

## Eventi
- Roma
  - Consoli Marco Fabio Ambusto II e Marco Popilio Lenate II
  - Dittatore Gaio Marcio Rutilo, primo plebeo a ricoprire la carica; Magister equitum è Gaio Plauzio Proculo
- 26 luglio - il tempio di Artemide ad Efeso, una delle Sette meraviglie del mondo, viene distrutto da un incendio doloso, secondo Plutarco lo stesso giorno della nascita di Alessandro Magno (notizia forse leggendaria)
- I Focesi saccheggiano Delfi e gli altri membri della Lega Anfizionica dichiarano loro guerra.
- I Bruzi conquistano il villaggio magnogreco di Kossa sulle rive del Crati e del Busento (attuale Cosenza) rendendola loro capitale e dando inizio così alla loro civiltà

## Nati
- Alessandro Magno, condottiero e militare macedone antico († 323 a.C.)
- Leonnato, militare macedone antico († 322 a.C.)

## Morti
- Erostrato, criminale greco antico
- Filisto di Siracusa, storico e militare siceliota (n. 430 a.C.)